# Turkana-tó

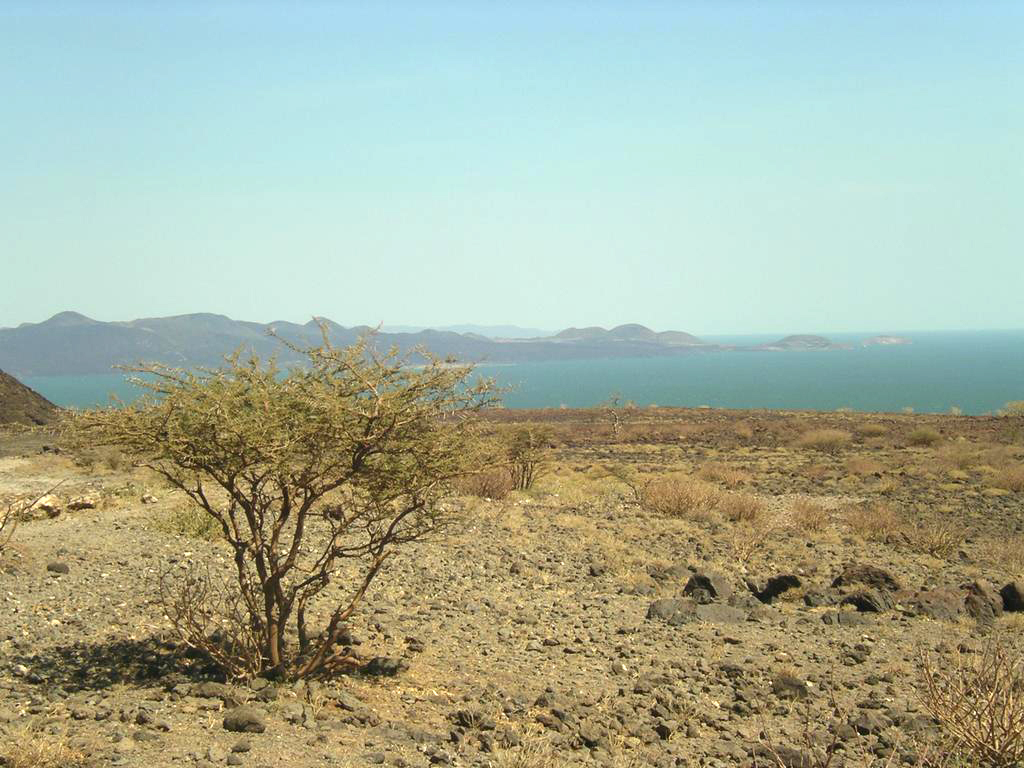
A Turkana-tó látképe

A Turkana-tó, amelyet korábban Rudolf-tó vagy Jáde-tenger neveken ismertek, a világ legnagyobb állandó sivatagi tava (és a legnagyobb lúgos vizű tó). A 6405 négyzetkilométer felszínű Turkana a Nagy Afrikai Hasadékvölgy tavai közül a legészakibb. Jórészt Kenya területén fekszik, de északi csücske átnyúlik Etiópiába.
Víztérfogata alapján a világ huszadik legnagyobb tava. A tavat a magyar Teleki Sámuel és az osztrák Ludwig von Höhnel fedezte fel 1888-ban, és eredetileg ők nevezték el Rudolf trónörökösről. Mai nevét 1975-ben kapta.
A terület sokat megőrzött ősi vadságából és kevés turistát vonz – Nairobitól háromnapos vezetés idejutni. A helyiek zöme a gabra, rendile és turkana törzsekhez tartozik.

## Vízrajza
Nagyon forró és száraz környezetben fekszik. A geológiailag vulkanikus eredetű. Mivel a tó lassabban melegszik fel és hűl le, mint a szárazföld, felette és a partjain időnként nagyon erősek a szelek.
Három folyó – az Omo, Turkwel és a Kerio – ömlik a tóba, de kifolyása nincs, csak a párolgás üríti. 1975 és 1993 között a tó szintje 10 métert csökkent.

## Élővilága
A Turkana, vagy másik korábban használt nevén a Jáde-tenger, Afrika egyik legnagyobb nílusi krokodil populációjának ad otthont. A sivatagi környezetben a tó a vándormadarak rendkívül fontos pihenőhelye. Oroszlánok, leopárdok, zsiráfok, és számos egyéb emlősfaj él a tó környezetében. Afrikai elefántokat és szélesszájú orrszarvúkat már nem látni itt (holott Teleki még beszámolt róluk, sőt ejtett is közülük). A Turkana-tó a világörökség része.

### Halak
A tóban összesen ötven halfaj található meg, melyeket rendszeresen halásszák. Ebből 11 endemikus, mint a bölcsőszájúhal-félékhez tartozó Haplochromis macconneli, Haplochromis rudolfianus és a Haplochromis turkanae, a márnákhoz tartozó Barbus turkanae, Brycinus ferox és a Brycinus minutus, továbbá a nílusi sügérek közé tartozó Rudolf-sügér (Lates longispinis) és a pontyfélékhez tartozó Neobola stellae.
A nem endemikusak közül jelentős a nílusi tilápia, pár sokúszóscsuka-féle, az elefántormányos hal (Mormyrus kannume), a Heterotis niloticus a Gymnarchus niloticus, a Distichodus niloticus és nem utolsósorban a hatalmasra növő nílusi sügér. Valószínűleg a korai holocénban a tó vízállása magasabb volt és ekkor a Nílus vízrendszerével összefolyhatott és innen kerülhettek át a nem endemikus halai.

## Az emberőskutatók paradicsoma
Richard Leakey számos ásatást vezetett a környéken emberi ősmaradványokat kutatva, és számos fontos felfedezést tett. Itt találta meg a kétmillió éves 1470-es koponyát. Faját eredetileg Homo habilisnak gondolták, de néhány antropológus egy új fajt lát benne, amit a tó után Homo rudolfensisnek neveztek el.
1984-ben fedezte fel Kamoya Kimeu a turkanai fiút, egy kilenc esztendős korában meghalt Homo erectus (Homo ergaster) fiú majdnem teljes csontvázát.
Meave Leakey nemrégiben egy 3,5 millió éves koponyát fedezett fel, és Kenyanthropus platyops („kenyai lapos arcú ember”) névre keresztelte. Azóta valószínűsítették, hogy ez valójában egy Australopithecus afarensis koponyája, ami eltemetődése után „lapult ki”.

## Természetvédelem
A Turkana-tó Nemzeti Park 1997-ben került fel a világörökségi helyszínek listájára. 2018-ban veszélyeztetett helyszínnek minősítették elsősorban a Gilgel Gibe III gát építése miatt, de további veszélyeket jelent az etiópiai cukorgyár-építő program is.